# Yamashita Chikusai
Yamashita Chikusai (japanisch 山下 竹斎; geboren 17. Juli 1885 in der Präfektur Kyōto; gestorben 1973) war ein japanischer Maler der Nihonga-Richtung.

## Leben und Werk
Yamashita Chikusai studierte ab 1900 Malerei unter dem Nihonga-Maler Yamamoto Shunkyo, der aus der Maruyama-Shijō-Schule stammte. Yamashita lehnte sich eng an die Malweise Yamamotos von Landschaftsbildern an, stellte auf der „Shin-ko bijutsu-ten“ (新古美術展), der „Kōso seinen-kai“ (後素青年会) und an anderen Orten aus. 1911 konnte er zum ersten Mal auf der „Bunten“ ausstellen, und zwar sei Bild „Gyoka“ (漁歌) – „Fischerlied“. 1913 wurde auf der 7. „Bunten“ sein Bild „Shūū“ (驟雨) – „Regenguss“ ausgezeichnet, 1919 auf der 10. Erhielt sein Bild „Momo no sato“ (桃の里) – „Heimat der Pfirsiche“ einen Dritten Preis. Er stellte dann auch auf der „Teiten“ und der „Shin-Bunten“ aus. 1931 war er auf der „Ausstellung japanische Malerei“ in Berlin zu sehen.
Zum letzten Mal war Yamashita 1944, also während des Zweiten Weltkriegs, auf der Sonderausstellung der „Shin-Bunten“ zu sehen, zog sich dann vom staatlichen Ausstellungsbetrieb zurück. Weitere Bilder sind „Yamaji no aki“ (山路の秋) – „Bergweg im Herbst“, „Bosetsu“ (暮雪) – „Schnee am Abend“.